# Didymocarpus leiboensis
Didymocarpus leiboensis är en tvåhjärtbladig växtart som beskrevs av Z.P. Soong och Wen Tsai Wang. Didymocarpus leiboensis ingår i släktet Didymocarpus och familjen Gesneriaceae. Inga underarter finns listade i Catalogue of Life.